# Sandjak de Mohaç
Le sandjak de Mohaç était une subdivision administrative de l’empire ottoman, située dans le pachalik de Budin autour de Mohaç, actuellement Mohács en Hongrie.